# Тупољев Ту-128
Тупољев Ту-128/Ту-28, (рус. Туполев Ту-128/Ту-28; НАТО класификација ) је био совјетски двомоторни ловац пресретач дугог долета из периода 1960-их година. Био је најтежи ловац пресретач икада направљен. Пројектовао га је ОКБ 156 Тупољев (Опитни конструкциони биро - Тупољев) а произвођен је у периоду од 1963. до 1970. године

## Пројектовање и развој
Због свог великог пространства Совјетски Савез није могао да организује ефикасну против ваздушну одбрану ракетним системима земља-ваздух нити ловцима средњег и кратког долета јер су се појавили савремени бомбардери носачи ракета који су могли да лансирају своје оружје пре него што дођу у област дејства ловачких авиона. Уочивши овај проблем друге половине 1950-тих година у ОКБ 156 Тупољев (Опитни Конструкциони Биро - Тупољев) почето је да се ради на пројекту суперсоничног ловца далеког долета који би био у стању са пресретне и обори бомбардере Б-52 (и оне који су се касније појавили Б-70 и А-5 Vigilante Америчке морнарице) и пре него што ови буду у стању да изврше напад на унутрашњост територије Совјетског Савеза. Радови на пројекту оваквог авиона почети су 1957. године. Пројект ловца пресретача названог Ту-28-24 је замишљен као ловац пресретач наоружан ракетама К-24. Када је почето да се ради на овом пројекту увидело се да је проблем много већи него што је то у први мах изгледало. Наиме, летјелица је била само један део система који је обухватао: конструисање летилице са одговарајућим перформансама, опремање одговарајућим моторима који тада нису постојали, развој радарских система који су били у стању да уоче циљ на великој удаљености, развој ракетних система са радарским и термалним навођењем великог домета. Поред тога авион је требало опремити читавим низом инструмената и опремом која ће омогућити безбедан лет у свим могућим условима и извршење борбеног задатка а познато је да је најкраћи пут између два противника био преко Северног пола што је требало да буде најчешћа борбена зона ових авиона. Поред ОКБ 156 Тупољев на овом пројекту су били укључени сви најбољи научни институти и произвођачи војне опреме. У ОКБ 156 Тупољев се пројект почео радити под општом контролом С. М. Егера. а за главног порјектајнта је одређен Д. С. Марков, међутим због презаузетости радом на читавом низу других пројеката овај пројект је поверен главном конструктору И. Ф. Незвалја
На бази предпројекта ОКБ 156 Тупољев, Државни комитет за ваздухопловство се својим одлукама од 17. јуна и 20. септембра 1958. године сагласио да се приступи пројектовању система противваздушне одбране заснован на ловцу пресретачу Ту-28 са два турбомлазна мотора са допунским сагоревањем АЛ-7Ф-2 конструкција А. М. Лјуљка или ВД-19 конструкција ОКБ 36 В. А. Добринина, радарским системом РП-С „Смерч“ и ракетама класе ваздух-ваздух К-80 са радарским и топлотним навођењем стим да систем буде готов за државно тестирање у првом кварталу 1960. године. У јуну месеци 1959. године је био завршен идејни пројект са тачно дефинисаним свим функцијама у циљу повећања ефикасности система предложено је да систем буде опремљен са 4 ракете К-80, два са радарским навођењем за напад на авионе са предње стране и две ракете са топлотним навођењем за напад на авионе са задње сфере. Прототип је био готов 12. јула 1960. године и испоручен осталим учесницима у пројекту како би они завршили свој део посла. Комплетиран систем је достављен фабрици 23. јануара 1961. године ради фабричког тестирања. До половине марта месеца авион је рулајући по писти направио стотине километара да би 18. марта 1961. пробни пилоти М. Козлов и К. Малхасијан првипут подигли авион и направили лет од 30 минута, а већ 24. априла овим авионом је пробијен звучни зид. Након фабричког тестирања авион је предат на државно тестирање које је трајало до 1967. године. 
Паралелно са овим, 1959. године је не чекајући резултате тестирања у Вороњешкој фабрици авиона почела пробна серија од четири авиона који су завршеи почетком 1961. године и први пут полетели 13. маја 1961. године. За све време тестирања вршена су побољшања овог авиона тако да је 18. септембра 1964. године авион Ту-128 одобрен за редовну употребу.

### Технички опис
Авион Тупољев Ту-128 је био ловац пресретач далеког долета са два турбомлазна мотора АЛ-7Ф-2 са додатним сагоревањем (форсаж) потиска око 125 kN, постављена у трупу на репу авиона. Био је нискокрилац са крилима стреластог облика, са углом нагиба крила 55°, која су се при корену крила ширила. Крила су била масивна, испод крила су се налазило четири носача ракета и „махуне“ које су прелазиле ивице крила за смештај носећих ногу стајног трапа. Увлачећи стајни трап је био система трицикл, на предњој носној нози имао је два точка близанца а две основне ноге које су се налазиле испод крила имале су по 4 точка тако да је авион имао укупно 10 точкова, што му је олакшавало слетање и полетање са различито припремљених полетно слетних стаза. Труп авиона је на почетку округлог попречног пресека са издуженим врхом носа у облику врха копља у коме се налазио радар и систем противпожарне заштите, док се пријемна антена налазила у утроби авиона. Једина испупчина на трупу је кабина пилота, у којој су један иза другог седели пилот и навигатор-оператор. Кабина је била под притиском добро оклопљена и имала систем за катапултирање седишта у случају опасности. У кабину је посада улазила преко горњег поклопца кабине користећи мердевине са 11 пречага. Авион је био опремљен напредним аутополотом АП-7П, навигационим компјутером НвУ-Б1 и Пут-4 системом за контролу лета који је омогућавао авиону Ту-128 самонавођење, лет на малим висинама, слетање и остале функције. Иза кабине пилота су се са стране трупа а изнад крила налазили отвори усисника за ваздух. Како се иде ка репу авиона труп прелази у елипсасти попречни пресек све до краја авиона. У централном делу трупа се налазило осам резервоара за гориво укупне запремине 15.000 литара.

### Варијанте
- Ту-102 - развојна верзија авиона Ту-128, направљен само један примерак,
- Ту-28П/Ту-128 - серијски произвођени Ту-128 са мотором АЛ-7Ф-2, ознака Ту-28 је била ознака ОКБ Тупољева а Ту-128 званична ознака Војног Ваздухопловства Совјетског Савеза,
- Ту-128А - ознака коришћена за серијски произвођене Ту-128 са појачаним мотором АЛ-7Ф-4, опремљен новим радаром и ракетама повећаног долета,
- Ту-128М - даље побољшање система Ту-128 како саме платформе (авиона) тако и наоружања и електронских уређаја и омогућавање лета у борбеним условима на малим висинама, 1979. године почела употреба овог авиона,
- Ту-128Б - бомбардерска верзија авиона Ту-128, направљен 1969. године са наоружањем 1.500 kg бомби летео је брзином од 1.770 km/h на надморској висини од 11.000  и имао долет 2.345 km, са оптерећењем од 3.000 kg бомби летео је брзином од 1.210 km/h на надморској висини од 11.000  и имао долет 1.430 km[3],
- Ту-128УТ - школска варијанта авиона Ту-128, авион са дуплим командама намењен за обуку пилота, за инструктора је била адаптирана кабина у шпицу авиона на месту где се налази радар у оператривним авионима,
- Ту-138 - побољшана верзија авиона Ту-128, остала само на прототипу,
- Ту-148 - побољшана верзија авиона Ту-128, остала само на прототипу,

## Наоружање
Ловачке варијанте авиона Ту-128 су биле опремљен следећим наоружањем: 
- 4 х ракете ваздух-ваздух (са радарским или инфрацрвеним навођењем) типови ракета: П-4Т; П-4Р; П-4ТМ и П-4РМ

Бомбардерска варијанта авиона Ту-128Б је могла да понесе следеће наоружање:
- слободно падајуће бомбе (250; 500 и 1000 kg) до укупне тежине 3.000  или
- ракете ваздух-земља до до укупне тежине 3.000 kg.

## Оперативно коришћење
Авион Ту-28/128 је био класични двоседи ловац пресретач великог долета који је у служби Совјетског војног ваздухопловства био од 1965. до 1992. године. Иако је званично престао да се користи за намену за коју је пројектован неколико примерака ових авиона се и данас користе углавном за тренажу или за вучу мета при гађању против ваздушне одбране. Направљено је око 200 примерака ових авиона у Вороњешкој Фабрици авиона N°64, а били су распоређени у сибирској области штитећи северне границе Совјетског Савеза од могућих напада америчких бомбардера преко Северног пола, пошто ова област није била покривена ракетном одбраном (САМ ракетама). Имао је дуготрајну службу што вероватно говори о квалитету и употребљивости овог авиона. Био је наоружан са по два пара ракета К-80 домета 80 km са радарским и термалним навођењем тако да је могао ефикасно да напада авионе како са предње тако и са задње стране. Опремљен моћним радарским системима могао је да напада авионе без визуелног контакта. Авионика којом је био опремљен авион Ту-28/128 му је омогућавала да лети по свим временским условима у било које доба дана и то на малим висинама што му је омогућавало да дуго остане непримећен за противничке радарске системе. Покретљивост и управљивост ракета којима је био наоружан омогућавало му је да ракете испали из било ког положаја у коме се нађе са великом вероватноћом погађања циља око 77%. Двочлана посада овог авиона је била оптималан избор а подела послова је била следећа: пилот управља авионом и врши избор циљева за гађање и испаљује ракете, навигатор-оператер врши навигацију лета, обавља радио комуникацију са базом врши претрагу и снимање свих интеракција између авиона и пројектила.

## Земље које су користиле овај авион
| - СССР |